# Littleton Waller Tazewell

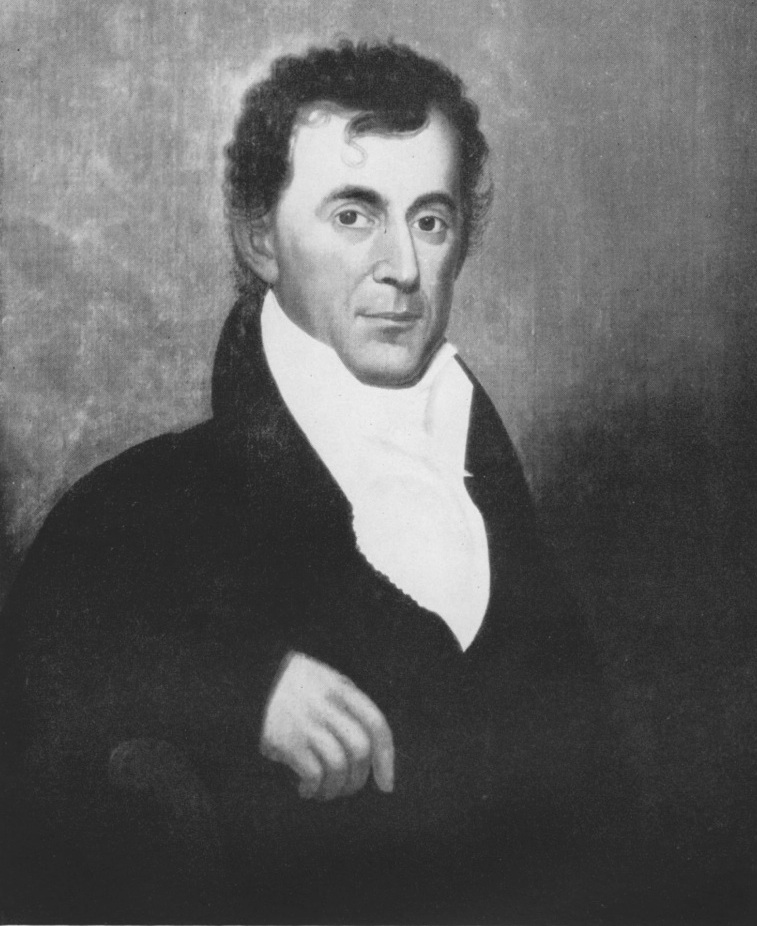
Littleton Waller Tazewell

Littleton Waller Tazewell (* 17. Dezember 1774 in Williamsburg, Colony of Virginia; † 6. Mai 1860 in Norfolk, Virginia) war ein US-amerikanischer Politiker und von 1834 bis 1836 Gouverneur des Bundesstaates Virginia.

## Frühe Jahre und politischer Aufstieg
Littleton Tazewell war ein Sohn von Henry Tazewell, der zwischen 1793 und 1798 Mitglied im US-Senat gewesen war. Er besuchte bis 1791 das College of William & Mary in Williamsburg. Nach einem anschließenden Jurastudium und seiner 1796 erfolgten Zulassung als Rechtsanwalt begann er in diesem Beruf zu arbeiten.
Zwischen 1798 und 1800 war Tazewell Abgeordneter im Repräsentantenhaus von Virginia. Nach dem Rücktritt von John Marshall beendete er dessen Amtszeit zwischen dem 26. November 1800 und dem 3. März 1801 im US-Repräsentantenhaus. Zwischen 1804 und 1806 sowie von 1816 bis 1817 war er wieder Mitglied im Staatsrepräsentantenhaus. Im Jahr 1821 gehörte er einer Kommission an, die sich mit spanischen Ansprüchen nach der Abtretung Floridas an die Vereinigten Staaten ergaben.

## Senator und Gouverneur
Nach dem Tod von Senator John Taylor wurde Tazewell 1824 als dessen Nachfolger in den Kongress gewählt. Er beendete die Amtszeit seines Vorgängers und wurde 1829 in diesem Amt bestätigt. Insgesamt war er zwischen dem 7. Dezember 1824 und dem 16. Juli 1832 Mitglied des Senats. Im Juli 1832 amtierte er für wenige Tage als Präsident pro tempore dieses Gremiums. Tazewell war Vorsitzender des Auswärtigen Ausschusses. Nach seinem Rücktritt übernahm William Cabell Rives seinen Sitz.
Im Jahr 1834 wurde Tazewell als Kandidat der Whig Party zum neuen Gouverneur seines Staates gewählt. Dieses Amt übte er zwischen dem 31. März 1834 und dem 30. April 1836 aus. In dieser Zeit erhielt der Staat Virginia 400.000 Dollar von der Bundesregierung zur Bezahlung von Ansprüchen, die noch auf den Unabhängigkeitskrieg zurückgingen. Damals wurde auch in Virginia der Streit um die Sklaverei heftiger. Tazewell war ein Gegner dieser Institution.

## Weiterer Lebenslauf
Im April 1836 trat Tazewell als Gouverneur von Virginia zurück. Danach zog er sich aus der Politik zurück. Er starb im Mai 1860 in Norfolk. Seine Ehe mit Anne Stratton blieb kinderlos.